# Pontevedra
|  | Per a altres significats, vegeu «Pontevedra (desambiguació)». |

Pontevedra és un municipi i una ciutat del sud-oest de Galícia, capital de la província de Pontevedra i de la comarca homònima. És una ciutat principalment de serveis, ja que la gran majoria del teixit industrial de la zona es troba a la ciutat veïna de Vigo, que és la més poblada de la província. Té una població de 82.934 habitants (INE 2013) repartits en una extensió de 117 km², sent el sisè municipi més poblat de Galícia.
La ciutat, reconeguda com a capital de les Rías Baixas, es troba a la vora del riu Lérez, en un estuari que forma la ria de Pontevedra.

## Història

### Llegenda grega
Sobre el naixement de la ciutat de Pontevedra existeix una llegenda d'origen renaixentista que diu que el responsable de la fundació de la vila va ser Teucro, un dels herois de la Guerra de Troia. La llegenda diu que va arribar a aquestes terres després de ser rebutjat pel seu pare Telamó i va fundar un assentament amb el nom d'Helenes i després d'això es va casar amb Helena la filla del Rei Putrech qui en aquell moment dirigia l'exèrcit grec cap a la ciutat d'Atenes.

### Origen romà
La veritat és que diversos estudis arqueològics no demostren existència de vida humana abans de l'època romana. El veritable germen de la ciutat és, llavors, l'assentament de Turocqua, fundat en la riba sud del riu Lérez. Aquest assentament romà prosperaria i seria conegut com a Dvos Pontes (Dos ponts, el construït per a fundar Turocqua i un posterior) o per Pontus Veteri (Pont Vell, en referència al primer pont).

### Anys daurats
Des de l'Edat Mitjana i fin a la fi del segle xvi la ciutat es va convertir en un dels principals ports de Galícia, sent el seu burg un dels més populosos. A partir d'aquest segle la vila entraria en decadència a causa de l'abandó per part de la Corona de Castella primer i de les successives guerres després.

### Del XIX a l'actualitat
No seria fins al segle xix quan amb la creació de les províncies i designació de Pontevedra com a capital, la ciutat ressorgís, en aparèixer noves institucions i serveis que van portar població i diners. A principis del segle xx, abans de la Guerra Civil espanyola Pontevedra era un formiguer social i cultural, però després de la guerra i els anys d'autarquia, la indústria es va decantar per Vigo, ciutat oberta al mar i amb un dels millors ports del món. Actualment Pontevedra viu una segona joventut, veient com la seva població augmenta en detriment de les altres grans nuclis de Galícia, que veuen com els seus habitants es traslladen als municipis limítrofs.

## Geografia
El municipi de Pontevedra té una superfície de 117 km² i una llargada de nord a sud de gairebé 20 km. S'estén per la part sud de la ria de Pontevedra, on ocupa les valls fluvials del Lérez i del riu dos Gafos. Cap al sud, arriba fins a la desembocadura del riu Verdugo, a Ponte Sampaio, ja a la ria de Vigo.
La ciutat està situada al fons de la ria de Pontevedra, a la desembocadura del Lérez. Està assentada en un turó rocós relativament aplanat per l'erosió que, tot i que no és gaire alt, fa que el Lérez el rodegi pel nord abans d'obrir-se a la ria. Per aquest motiu els únics carrers amb un cert pendent són els que baixen a la riba. La situació resulta estratègica, ja que és el primer punt, venint des del mar, a través de la ria, pel qual es pot creuar de nord a sud.
Limita al nord amb els municipis de Meis, Barro, Moraña i Campo Lameiro; a l'est amb Cotobade i Ponte Caldelas; al sud amb Soutomaior, Vilaboa i Marín, i a l'oest amb Poio i amb la ria de Pontevedra.

### Clima
El clima de Pontevedra és suau, amb una temperatura mitjana anual de 15 °C i una amplitud tèrmica de 10 °C, i plujós (1.600-1.800 mm), especialment a final de tardor i l'hivern. A més, està exposat a una sèrie de tempestes atlàntiques durant la tardor i l'hivern, que amb freqüència tenen una certa violència.
| Paràmetres climàtics mitjans de Pontevedra (1972-2000) | Paràmetres climàtics mitjans de Pontevedra (1972-2000) | Paràmetres climàtics mitjans de Pontevedra (1972-2000) | Paràmetres climàtics mitjans de Pontevedra (1972-2000) | Paràmetres climàtics mitjans de Pontevedra (1972-2000) | Paràmetres climàtics mitjans de Pontevedra (1972-2000) | Paràmetres climàtics mitjans de Pontevedra (1972-2000) | Paràmetres climàtics mitjans de Pontevedra (1972-2000) | Paràmetres climàtics mitjans de Pontevedra (1972-2000) | Paràmetres climàtics mitjans de Pontevedra (1972-2000) | Paràmetres climàtics mitjans de Pontevedra (1972-2000) | Paràmetres climàtics mitjans de Pontevedra (1972-2000) | Paràmetres climàtics mitjans de Pontevedra (1972-2000) | Paràmetres climàtics mitjans de Pontevedra (1972-2000) |
| Mes                                                    | Gen                                                    | Feb                                                    | Mar                                                    | Abr                                                    | Mai                                                    | Jun                                                    | Jul                                                    | Ago                                                    | Set                                                    | Oct                                                    | Nov                                                    | Des                                                    | Any                                                    |
| ------------------------------------------------------ | ------------------------------------------------------ | ------------------------------------------------------ | ------------------------------------------------------ | ------------------------------------------------------ | ------------------------------------------------------ | ------------------------------------------------------ | ------------------------------------------------------ | ------------------------------------------------------ | ------------------------------------------------------ | ------------------------------------------------------ | ------------------------------------------------------ | ------------------------------------------------------ | ------------------------------------------------------ |
| Temperatura màxima absoluta (°C)                       | 22,5                                                   | 23,4                                                   | 28,4                                                   | 31,3                                                   | 34,0                                                   | 38,0                                                   | 39,5                                                   | 38,2                                                   | 36,6                                                   | 31,0                                                   | 25,6                                                   | 23,4                                                   | 39,5                                                   |
| Temperatura màxima mitjana (°C)                        | 13,1                                                   | 14,3                                                   | 16,6                                                   | 17,9                                                   | 19,9                                                   | 23,5                                                   | 25,6                                                   | 25,6                                                   | 23,6                                                   | 19,7                                                   | 16,0                                                   | 13,8                                                   | 19,1                                                   |
| Temperatura mitjana (°C)                               | 9,5                                                    | 10,6                                                   | 12,1                                                   | 13,2                                                   | 15,4                                                   | 18,5                                                   | 20,5                                                   | 20,4                                                   | 18,8                                                   | 15,6                                                   | 12,3                                                   | 10,5                                                   | 14,8                                                   |
| Temperatura mínima mitjana (°C)                        | 6,0                                                    | 6,8                                                    | 7,6                                                    | 8,5                                                    | 10,9                                                   | 13,4                                                   | 15,4                                                   | 15,2                                                   | 13,9                                                   | 11,4                                                   | 8,6                                                    | 7,3                                                    | 10,4                                                   |
| Temperatura mínima absoluta (°C)                       | -3,6                                                   | -1,7                                                   | -2,0                                                   | 0,6                                                    | 4,2                                                    | 7,0                                                    | 9,2                                                    | 9,8                                                    | 7,2                                                    | 4,2                                                    | 0,0                                                    | -1,5                                                   | -3,6                                                   |
| Precipitacions (mm)                                    | 204                                                    | 190                                                    | 126                                                    | 140                                                    | 129                                                    | 66                                                     | 44                                                     | 47                                                     | 108                                                    | 185                                                    | 198                                                    | 254                                                    | 1691                                                   |
| Hores de sol                                           | 116                                                    | 112                                                    | 179                                                    | 197                                                    | 226                                                    | 270                                                    | 292                                                    | 278                                                    | 212                                                    | 151                                                    | 116                                                    | 98                                                     | 2223                                                   |
| Humitat relativa mitjana (%)                           | 73                                                     | 71                                                     | 66                                                     | 66                                                     | 67                                                     | 65                                                     | 65                                                     | 66                                                     | 69                                                     | 72                                                     | 74                                                     | 74                                                     | 69                                                     |
| Font: AEMET                                            |                                                        |                                                        |                                                        |                                                        |                                                        |                                                        |                                                        |                                                        |                                                        |                                                        |                                                        |                                                        |                                                        |

### Parròquies
El municipi està format pel nucli urbà i per 18 parròquies, la majoria rurals:
| - Alba (Santa María) - Bora (Santa Mariña) - O Burgo (Santiago Peregrino) - Campañó (San Pedro) - Campolongo (San Xosé) - A Canicouva (Santo Estevo) - Cerponzóns (San Vicente) - Lérez (San Salvador) - Lourizán (Santo André) - Marcón (San Miguel) | - Mourente (Santa María) - Ponte Sampaio (Santa María) - Pontevedra - Salcedo (San Martiño) - Santa María de Xeve (Santa María) - Tomeza (San Pedro) - Verducido (San Martiño) - A Virxe do Camiño de Pontevedra - Xeve (Santo André) |

## Demografia
L'any 2014 tenia 82.946 habitants, sent el segon municipi més poblat de la seva província per darrere de Vigo i el sisè de Galícia. Entre el cens de 1857 i l'anterior augmenta el terme municipal perquè incorpora el de Verducido. Entre el cens de 1877 i l'anterior annexiona Alba, Mourente i Salcedo, entre el de 1950 i l'anterior incorpora a Xeve, i en el cens de 1960 annexiona Ponte Sampaio.

## Política

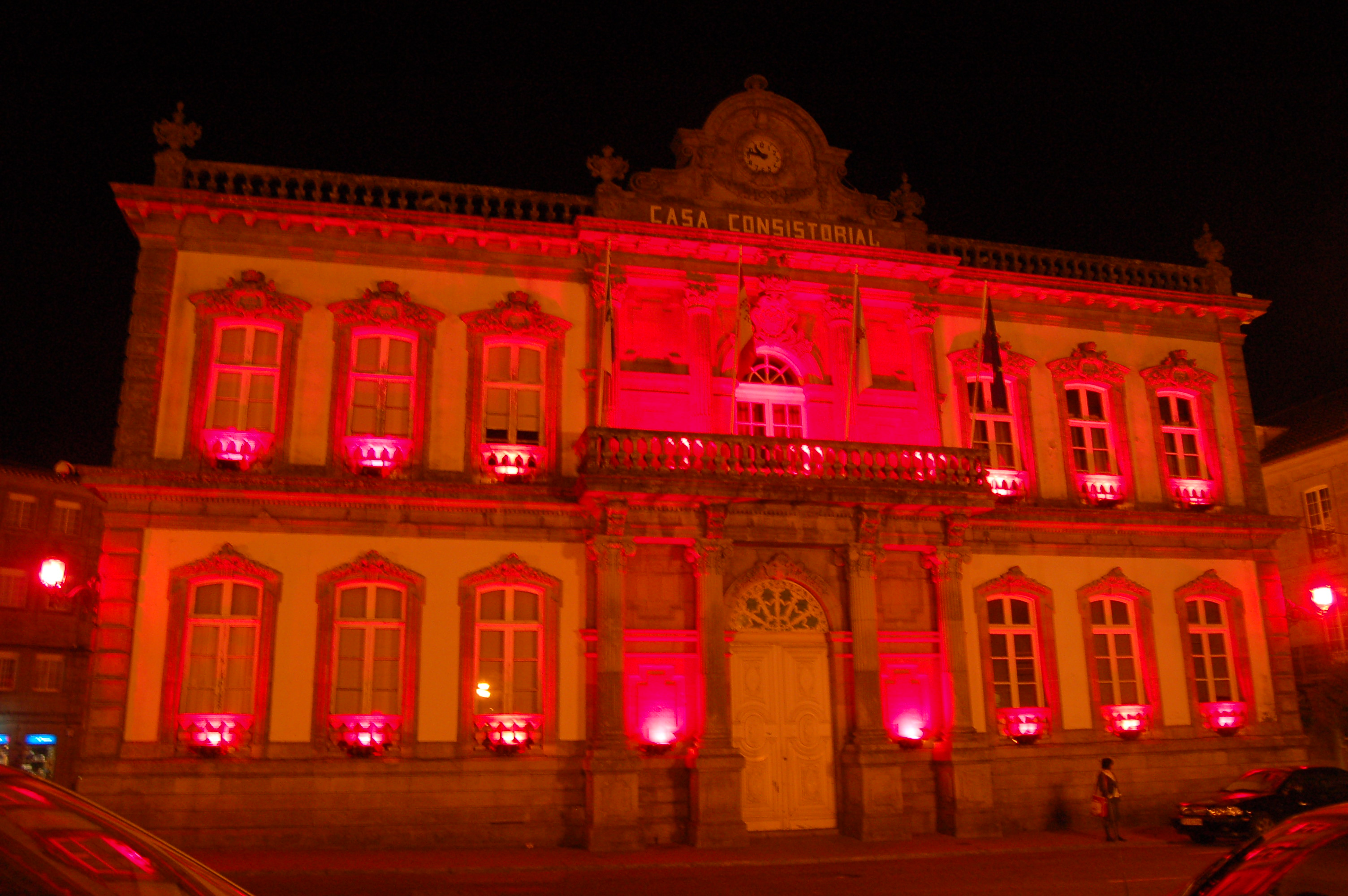
Casa Consistorial

En l'actualitat, l'alcalde de l'ajuntament de Pontevedra és el metge Miguel Anxo Fernández Lores, del Bloque Nacionalista Galego, que governa en coalició amb el PSdeG. Els partits més rellevants a nivell local, a més del BNG són el PPdeG, el portaveu del qual és Jacobo Moreira, i el PSdeG amb Antón Louro.
L'ajuntament de Pontevedra s'estructura en diferents regidories: de cultura i normalització lingüística, de serveis municipals (esports, joventut, transports i il·luminació pública), de medi ambient, de benestar social i participació ciutadana, de promoció econòmica, turisme i comerç i policia local, i d'obres. L'ajuntament celebra plens ordinaris cada mes, tot i que habitualment se celebren plens extraordinaris, amb l'objectiu de tractar temes i problemes que afecten al municipi.
La corporació municipal té 25 membres. D'ells, 14 formen la junta de govern en funcions (composta pels 11 regidors del BNG i els 3 del PSdeG) i els altres 11 són del PPdeG.

## Economia
La major part dels ciutadans de Pontevedra treballen en el sector serveis: la ciutat, com a capital de província que es compta amb nombroses oficines administratives i instal·lacions que requereixen molts funcionaris. A més és destacable la presència d'una important base militar al municipi veí de Vilaboa, però que a efectes econòmics repercuteix gairebé en exclusiva en la ciutat, on fan vida la majoria dels militars.
Actualment Pontevedra és un referent en la indústria forestal, i compta amb la fàbrica de pasta de paper més important d'Espanya. A més s'està esperant l'aprovació d'una paperera la qual cosa suposaria el tancament del cicle productiu. En el cas de la fàbrica de la pasta de paper, ha estat condemnada per delicte ecològic, el que ha fet més impopular la seva presència a la zona; arribant a celebrar-se manifestacions exigint el seu trasllat (l'última, el 2005, va reunir a 50.000 persones a Pontevedra)
La importància del sector primari disminueix cada vegada més a causa de l'envelliment de la població rural del municipi i de què la seva població està emigrant cap al nucli urbà.

## Comunicacions

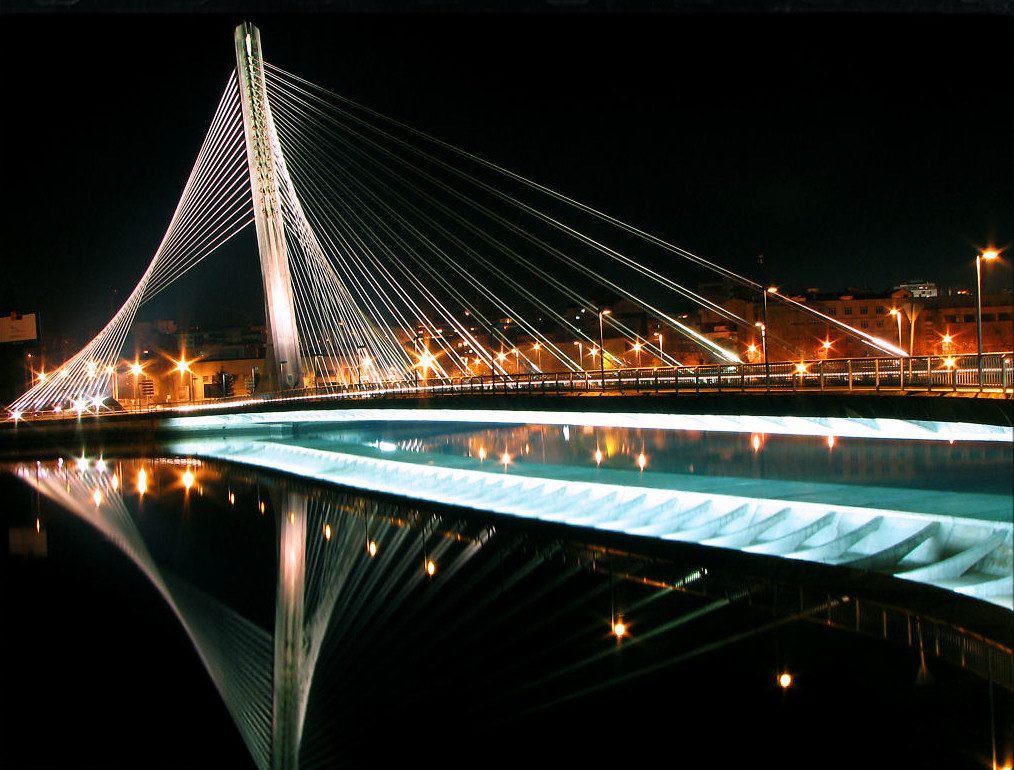
Ponte dos Tirantes

El nucli antic de la ciutat i bona part de l'Eixample estan formats per carrers per vianants i només poden accedir-hi vehicles de residents i serveis. L'any 2010, Pontevedra va ser la primera capital de província d'Espanya en reduir a 30 quilòmetres per hora la velocitat màxima en el seu nucli urbà. La ciutat s'ha convertit en els últims anys en un referent de la reforma urbana. A més, el fet que el Lérez travessi la ciutat ha propiciat la construcció de nombrosos ponts, com els d'A Barca, As Correntes, O Burgo, Santiago i Os Tirantes.
La ciutat està molt ben comunicada amb l'exterior. Per carretera, la via més important és l'autopista de l'Atlàntic (AP-9), que travessa tota la comunitat des de Ferrol fins a Vigo passant per la ciutat. Altres carreteres importants són la N-550, que té un recorregut paral·lel a l'AP-9, la N-541, que uneix la ciutat amb Ourense, la PO-546 cap a Marín, la PO-308 i el corredor CG-4.8 cap a O Salnés, la PO-531 cap a Vilagarcía de Arousa i la PO-532 cap a Ponte Caldelas.
Per ferrocarril, l'estació de Pontevedra es troba dins l'eix atlàntic d'alta velocitat, que uneix la ciutat amb les principals ciutats gallegues de la façana atlàntica, i també té serveis de llarga distància a Madrid i Alacant. A més serveix d'enllaç ferroviari amb el port de Marín. Hi ha també un petit baixador, anomenat Pontevedra-Universidade, que dona servei al campus.
L'estació d'autobusos de Pontevedra connecta la ciutat amb multitud de destinacions autonòmiques, estatals i internacionals. El servei interurbà d'autobús que comunica amb Marín, gestionat per l'empresa Monbus, és conegut com a "trole", per l'antic troleibús que feia el mateix recorregut.

## Llocs d'interès

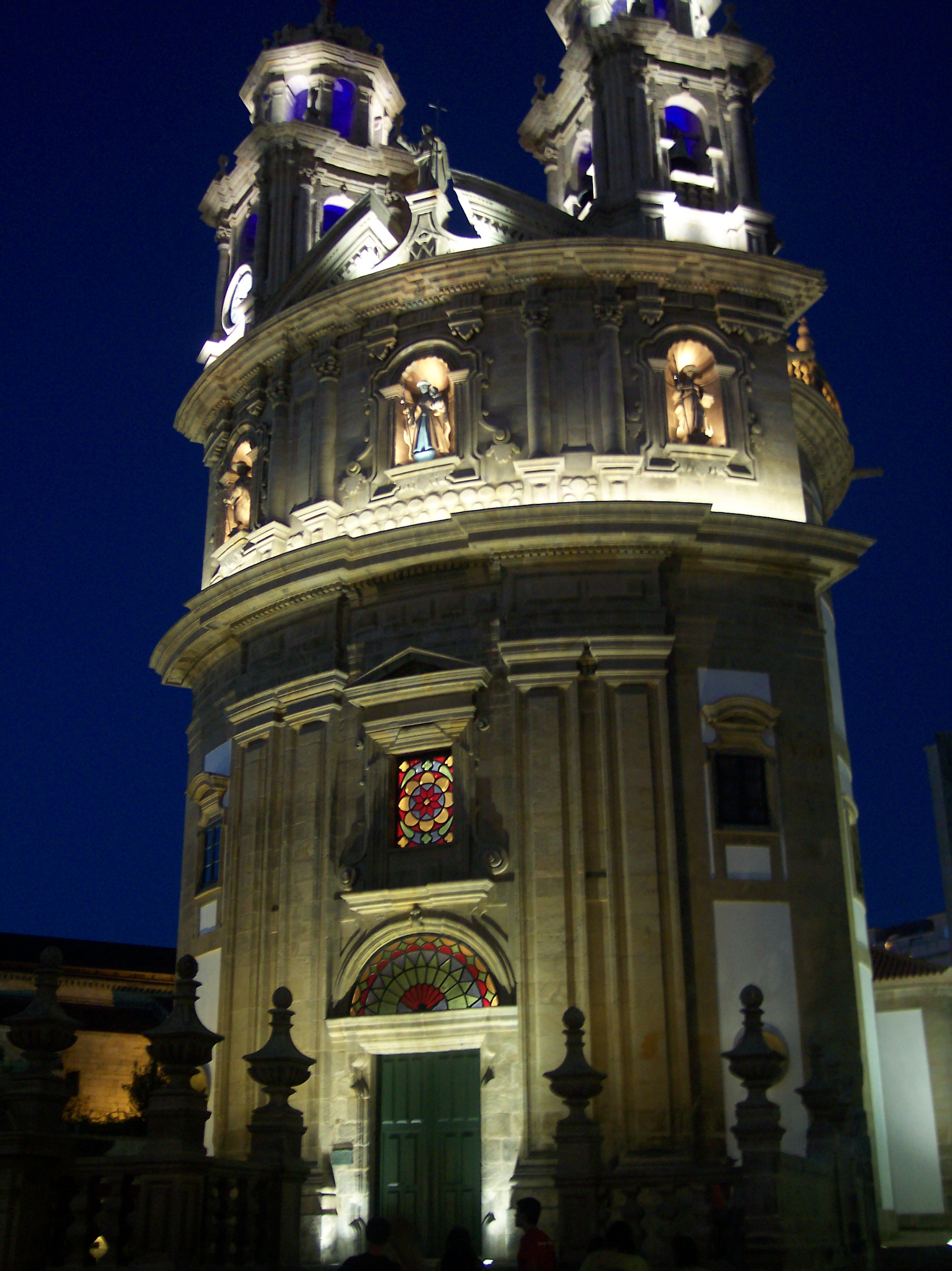
La Capella de la Verge Pelegrina, de nit.

La major part dels monuments es troben a la zona monumental, en el recinte que antigament estava emmurallat. Actualment la zona és només accessible a vianants. Cal destacar:
- L'Alameda, gran zona verda on hi ha la Creu dels Caiguts i el Monuments als Herois de Ponte Sampaio. També hi ha el Parc Municipal das Palmeiras, anomenat així per les seves altes palmeres.
- La Casa Consistorial, construïda sobre restes de les antigues cases consistorials (segles XV i XVI).
- El Pazo de la Diputació Provincial de Pontevedra.
- Les runes de San Domingos de Pontevedra.
- La Basílica de Santa Maria la Major, del segle xvi.
- La Capella de la Verge Pelegrina.
- La Praza do Teucro, plaça rodejada de cases senyorials dels segles xvii i XVIII. A prop hi ha la Capella d'O Nazareno, el Teatre Principal, el Liceu Casino i la Casa das Campás, construcció civil més antiga de la ciutat.
- El Pazo de Mugartegui, a la Praza da Pedreira.

## Educació
La ciutat compta amb diversos col·legis i instituts tant públics com concertats i privats. Existeix també un petit campus depenent de la Universitat de Vigo, situat en la riba nord del Lérez a la sortida cap a La Corunya, on es troben les Escoles Universitàries d'Enginyeria Forestal i Fisioteràpia; i la Facultat de Ciències Socials i Comunicació. Fora del campus estan la Facultat de Ciències de l'Educació amb un Pavelló d'Esports propi, l'Escola Universitària d'Infermeria en l'Hospital Provincial i la Facultat de Belles Arts en una antiga caserna al costat de l'Albereda. Dintre de la Facultat de Belles Arts s'ha implantat un nou Graduat en Disseny i Moda. A més existeixen diversos centres de Formació Professional en els quals es poden cursar la gran majoria de cicles formatius. També compta amb un Conservatori Professional de Música de nova construcció en una de les zones en expansió de la ciutat cap a l'est.

## Festes

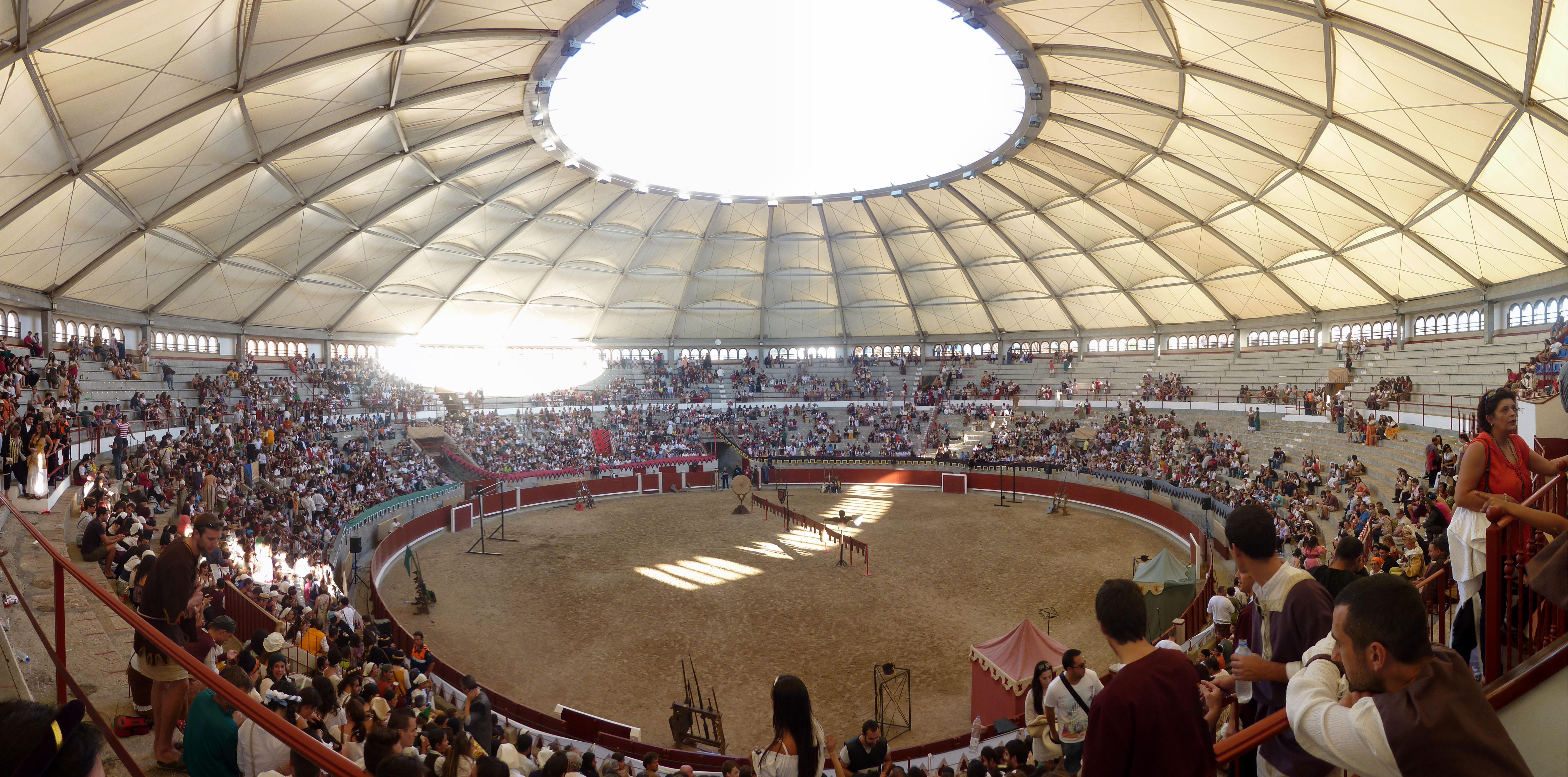
La plaça de toros durant la celebració del torneig medieval de la Feira Franca.

El dia 20 de gener se celebra la festivitat de San Sebastián, patró de la ciutat, i el 18 de desembre, la de la Virxe da O, patrona de la ciutat.
No obstant, les festes més importants són les de la Virxe Peregrina, patrona de la província, que se celebren entre el segon dissabte i el tercer diumenge del mes d'agost acompanyades d'una festa taurina. El segon diumenge d'agost és el dia d'A Peregrina i se celebra una processó que acaba amb l'actuació del grup de dansa Duos Pontes amb el seu tradicional ball de cintes, deixant a l'aire un colom al final d'aquest.
També tenen repercussió les festes de Santiaguiño (25 de juliol, a la parròquia d'O Burgo), la romeria de San Benitiño de Lérez (11 de juliol, a la parròquia de Lérez) i la Feira Franca (primer dissabte de setembre).

## Ciutats agermanades
Pontevedra està agermanada amb les següents localitats:
| - Merlo (Argentina). - Salvador (Brasil). - San José (Costa Rica). - Santo Domingo (República Dominicana). | - Nafpaktos (Grècia). - Barcelos (Portugal). - Gondomar (Portugal). - Vila Nova de Cerveira (Portugal). |

## Fills il·lustres
- Manuel Cuña Novás (1924-1992), poeta i polític socialista
- Manuel Quiroga Losada (1892-1961), violonista
- Carlos Ulloa Varela (1849-1887) cantant d'òpera.
- Huberto González (1868-1923) violinista.